# BRIT Awards/Outstanding Contribution to Music
Der BRIT Award for Outstanding Contribution to Music wird im Rahmen des BRIT Awards von der British Phonographic Industry (BPI) vergeben. Es handelt sich dabei um eine Art Preis für das Lebenswerk
Die Preisträger werden von einem Komitee bestehend aus über eintausend Mitgliedern gewählt. Eine Nominierung ist nicht vorgesehen. Das Wahlkomitee besteht aus verschiedenen Mitarbeitern von Plattenfirmen und Musikzeitschriften, Manager und Agenten, Angehörigen der Medien sowie vergangene Gewinner und Nominierte.
Der Award wurde bereits bei den allerersten BPI Awards 1977 vergeben. Ab den BRIT Awards 2011 wurde er in BRIT’s Icon Award umbenannt, kehrte jedoch für die  BRIT Awards 2019 wieder unter seinem alten Namen zurück. Dabei handelte es sich zugleich um die letzte Verleihung des Awards. 2021 erhielt jedoch Taylor Swift den Award in Form eines Global Icon Awards.
Elton John, Paul McCartney und John Lennon (letztere beiden zweimal als Teil von The Beatles) waren die einzigen Musiker, die den Award drei Mal erhielten. Freddie Mercury gewann mit Queen und als Solokünstler. Ebenso Sting, der auch mit The Police gewann. Zweimal gewannen außerdem David Bowie und Robbie Williams. 
Pink war die erste weibliche Solokünstlerin und die erste international ausgezeichnete Person. Erste Gruppe, die nicht aus dem Vereinigten Königreich stammte war jedoch die irische Band U2, die den Award bei den BRIT Awards 2001 verliehen bekam.

## Übersicht
| Jahr | Sieger                                     |
| ---- | ------------------------------------------ |
| 1977 | LG Wood and The Beatles                    |
| 1982 | John Lennon                                |
| 1983 | The Beatles                                |
| 1984 | George Martin                              |
| 1985 | The Police                                 |
| 1986 | Elton John and Wham!                       |
| 1987 | Eric Clapton                               |
| 1988 | The Who                                    |
| 1989 | Cliff Richard (Lifetime Achievement Award) |
| 1990 | Queen                                      |
| 1991 | Status Quo                                 |
| 1992 | Freddie Mercury                            |
| 1993 | Rod Stewart                                |
| 1994 | Van Morrison                               |
| 1995 | Elton John                                 |
| 1996 | David Bowie                                |
| 1997 | Bee Gees                                   |
| 1998 | Fleetwood Mac                              |
| 1999 | Eurythmics                                 |
| 2000 | Spice Girls                                |
| 2001 | U2                                         |
| 2002 | Sting                                      |
| 2003 | Tom Jones                                  |
| 2004 | Duran Duran                                |
| 2005 | Bob Geldof                                 |
| 2006 | Paul Weller                                |
| 2007 | Oasis                                      |
| 2008 | Paul McCartney                             |
| 2009 | Pet Shop Boys                              |
| 2010 | Robbie Williams                            |
| 2012 | Blur                                       |
| 2014 | Elton John (Icon Award)                    |
| 2016 | David Bowie (Icon Award)                   |
| 2017 | Robbie Williams (Icon Award)               |
| 2019 | Pink                                       |
| 2021 | Taylor Swift (Global Icon Award)           |
| 2024 | Kylie Minogue (Global Icon Award)          |